# Pristimantis pulvinatus
Pristimantis pulvinatus es una especie de anfibio anuro de la familia Craugastoridae.

## Distribución
Esta especie habita desde el nivel del mar hasta los 1600 m de altitud en el Escudo guayanés:
- en Venezuela en el estado de Bolívar;
- en Guyana;
- en Guayana Francesa.[4]

Su presencia es incierta en Suriname y Brasil.

## Descripción
Los machos miden de 23.0 a 26.1 mm.

## Publicación original
- Rivero, 1968 : A new species of Eleutherodactylus (Amphibia, Salientia) from the Guayana region, Estado Bolivar, Venezuela. Breviora, n.º 306, p. 1-11[5]